# عبد الكريم فرقاط
عبد الكريم فرقاط (مواليد 2 مارس 1994) هو مصارع جزائري في المصارعة اليونانية الرومانية. حصل على الميدالية الذهبية أربع مرات في وزنه في بطولة المصارعة الأفريقية. كما شارك في بطولة العالم للمصارعة في نسختي 2018 و2019.

## المسار الرياضي
في عام 2020، فاز بإحدى الميداليات البرونزية في وزن 55 كلغ رجال ‏ في كأس العالم للمصارعة الفردية 2020 ‏ الذي أقيم في بلغراد بصربيا. تأهل لبطولة التصفيات الأولمبية لأفريقيا وأوقيانوسيا 2021 ‏ لتمثيل الجزائر في دورة الألعاب الأولمبية الصيفية 2020 في طوكيو، اليابان.   شارك في وزن 60 كلغ [الإنجليزية] رجال حيث خسر أول مباراة له ضد الياباني كينيشيرو فوميتا ‏. كما خسر مباراته التالية في الإعادة ضد واريهان سيريك ‏ من الصين. ذهب كل من منافسيه للفوز بميدالية في المسابقة. 
في عام 2022، فاز بإحدى الميداليات البرونزية في وزن 60 كلغ في بطولة دان كولوف ونيكولا بتروف ‏ التي أقيمت في فيليكو تارنوفو، بلغاريا.  فاز بالميدالية الذهبية في وزنه في بطولة 2022 الأفريقية للمصارعة ‏ التي أقيمت في الجديدة بالمغرب.

## النتائج الرئيسة
| السنة | المسابقة                   | مكان                     | نتيجة | حدث                  |
| ----- | -------------------------- | ------------------------ | ----- | -------------------- |
| 2018  | بطولات المصارعة الافريقية ‏ | بورت هاركورت، نيجيريا    | الأول | يوناني روماني 55 كلغ |
| 2019  | بطولات المصارعة الافريقية ‏ | الحمامات، تونس           | الأول | يوناني روماني 55 كلغ |
| 2020  | بطولات المصارعة الافريقية ‏ | الجزائر العاصمة، الجزائر | الأول | يوناني روماني 55 كلغ |
| 2022  | بطولات المصارعة الافريقية ‏ | الجديدة، المغرب          | الأول | يوناني روماني 63 كلغ |

## وصلات خارجية
- عبد_الكريم_فرقاط على موقع قاعدة بيانات المصارعة الدولية (الإنجليزية)
- عبد_الكريم_فرقاط على موقع اللجنة الأولمبية الدولية (الإنجليزية)
- عبد_الكريم_فرقاط على موقع أوليمبيديا (الإنجليزية)